# Карнобатско
 Тази статия е за историко-географската област.  За общината вижте Карнобат (община).  
Карнобатско е историко-географска област в Югоизточна България, около град Карнобат.
Територията ѝ съвпада приблизително с някогашната Карнобатска околия, а днес включва почти целите общини Карнобат (без село Драгово от Айтоско) и Сунгурларе (без селата Бероново, Везенково, Велислав, Дъбовица и Садово от Котленско и Завет и Съединение от Айтоско), както и селата Малина в община Средец и Маленово в община Стралджа. Разположена е в Карнобатската котловина и съседните части на Източна Стара планина и Бургаската низина. Граничи с Преславско на север, Айтоско и Бургаско на изток, Средецко на юг и Ямболско и Котленско на запад.